# Biedaszki Małe
Biedaszki Małe (niem. Klein Neuhof) – wieś mazurska w Polsce położona w województwie warmińsko-mazurskim, w powiecie kętrzyńskim, w gminie Kętrzyn.
W latach 1975–1998 miejscowość administracyjnie należała do województwa olsztyńskiego.
Wieś należy do sołectwa Biedaszki.

## Historia
Wieś powstała w XV w. jako folwark krzyżacki należący do Biedaszek.
W roku 1928 przeniesiono tu luterańskie Seminarium Kaznodziejskie z Karolewa. Seminarium zlikwidowano w 1940, a w budynku umieszczono radiostację pracującą na potrzeby Wilczego Szańca. Radiostację zlokalizowano w pewnym oddaleniu od kwatery Hitlera, aby anteny nie demaskowały jej położenia. Druga z takich radiostacji znajdowała się w Lembruku – miejscowości położonej pomiędzy Świętą Lipką a Mrągowem.
Po II wojnie światowej w dawnym budynku Seminarium funkcjonował dom kultury finansowany z działalności socjalnej KPMR Biedaszki. W roku 2008 w świetlicy powstało Centrum Kształcenia w ramach programu Wioska internetowa kształcenie na odległość na terenach wiejskich. Do dyspozycji mieszkańców jest 11 komputerów z dostępem do platformy e-edukacyjnej.

## Gospodarka
W roku 1953 w Biedaszkach utworzono Państwowy Ośrodek Maszynowy, który w 1974 przekształcono w Kętrzyńskie Przedsiębiorstwo Mechanizacji Rolnictwa. KPMR posiadał filie: w Reszlu, Korszach i Srokowie. Na bazie KPMR w Biedaszkach powstał zakład "Polmot Mrągowo S.A.". W Biedaszkach Małych działają też inne firmy: Piekarnia "Mistrza Jana" i "Auto-Serwis".